# تمانعة الغاب
تمانعة الغاب قرية تقع في منطقة الغاب وسط سهل الغاب من محافظة حماة في سوريا.
تقع القرية على الطريق الأوسط القادم من السقيلبية على بعد حوالي 20 كم إلى الشمال الغربي. تحدها من الجنوب قرية العزيزية ومن الشمال قرية الجيد.